# 2010年金砖国家峰会
2010年金砖国家峰会（英語：2010 BRIC summit）于2010年4月16日举办于巴西首都巴西利亚。这是金砖国家首脑第二次举行峰会，首次峰会举办于2009年的叶卡捷琳堡。此次会谈为四国领导在各自双边会谈后进行。

## 背景
2001年，美国高盛公司首席经济师吉姆·奥尼尔（Jim O'Neill）首次提出“金砖四国”这一概念，來自這四個國家的英文國名開頭字母所组成的词BRIC ，指巴西（Brazil）、俄罗斯（Russia）、印度（India）和中国（China），其发音类似英文的“砖块”（brick）一词，并表示这些国家将在2050年与美国、日本一起跻身全球新的六大经济体。在2003年至2007年期间，金砖国家占据了全球GPD增值的65%。2009年，金砖国家的购买力平价占有全球的23.4%。这四个国家国内生产总值占世界总量的15%，并拥有全球40%的黄金储备和外汇储备。
在此次会议之前，2009年的俄罗斯叶卡捷琳堡举行了首次金砖国家峰会，此次峰会也是在2010年美国总统奥巴马主持的2010年核安全峰会之后举行。因中国发生玉树地震，中国国家主席胡锦涛提前返回中国。

## 参加国
此次峰会是由四个国家的政府领导人和国家领导人参加组成。

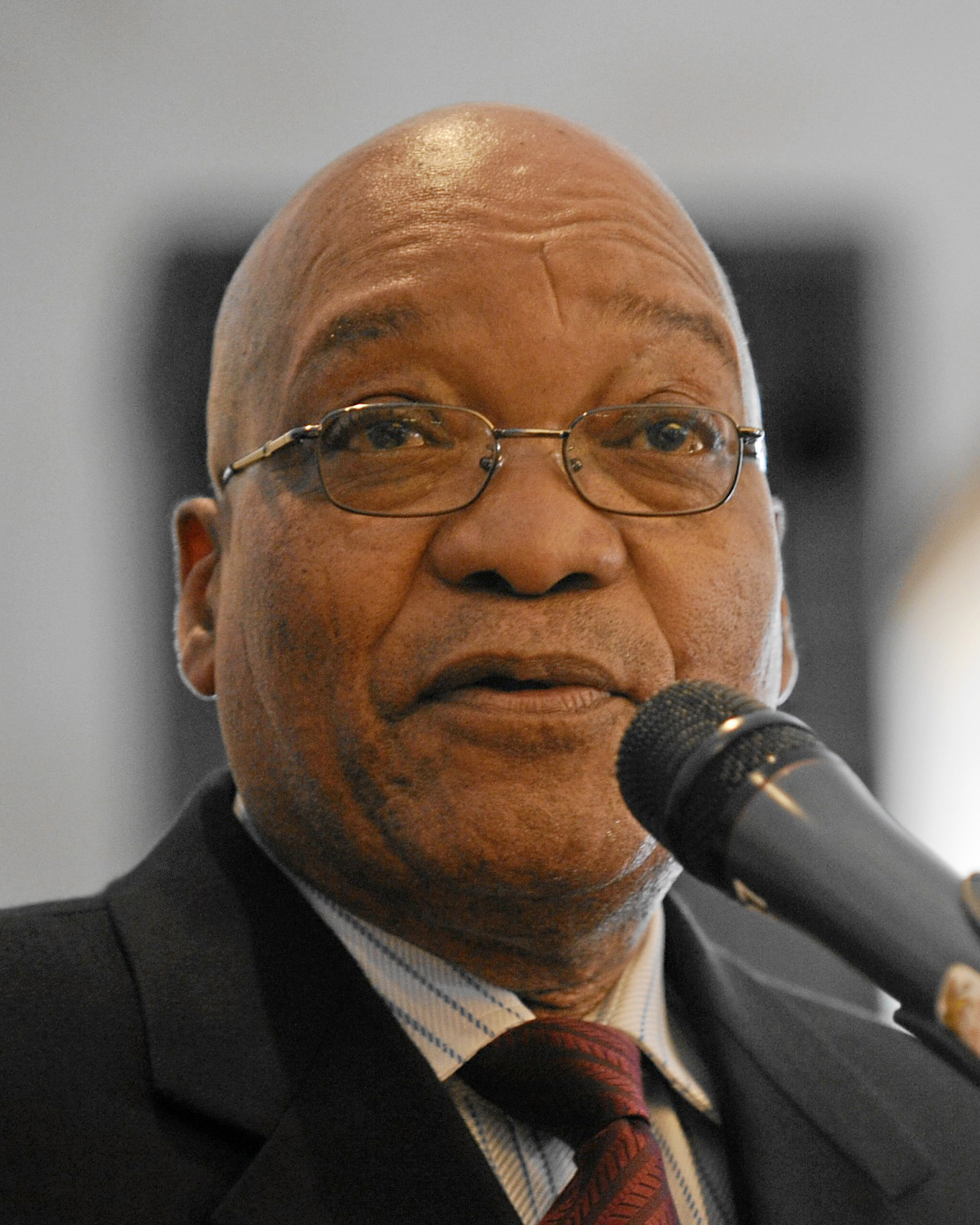
South Africa 雅各布·祖玛，南非总统
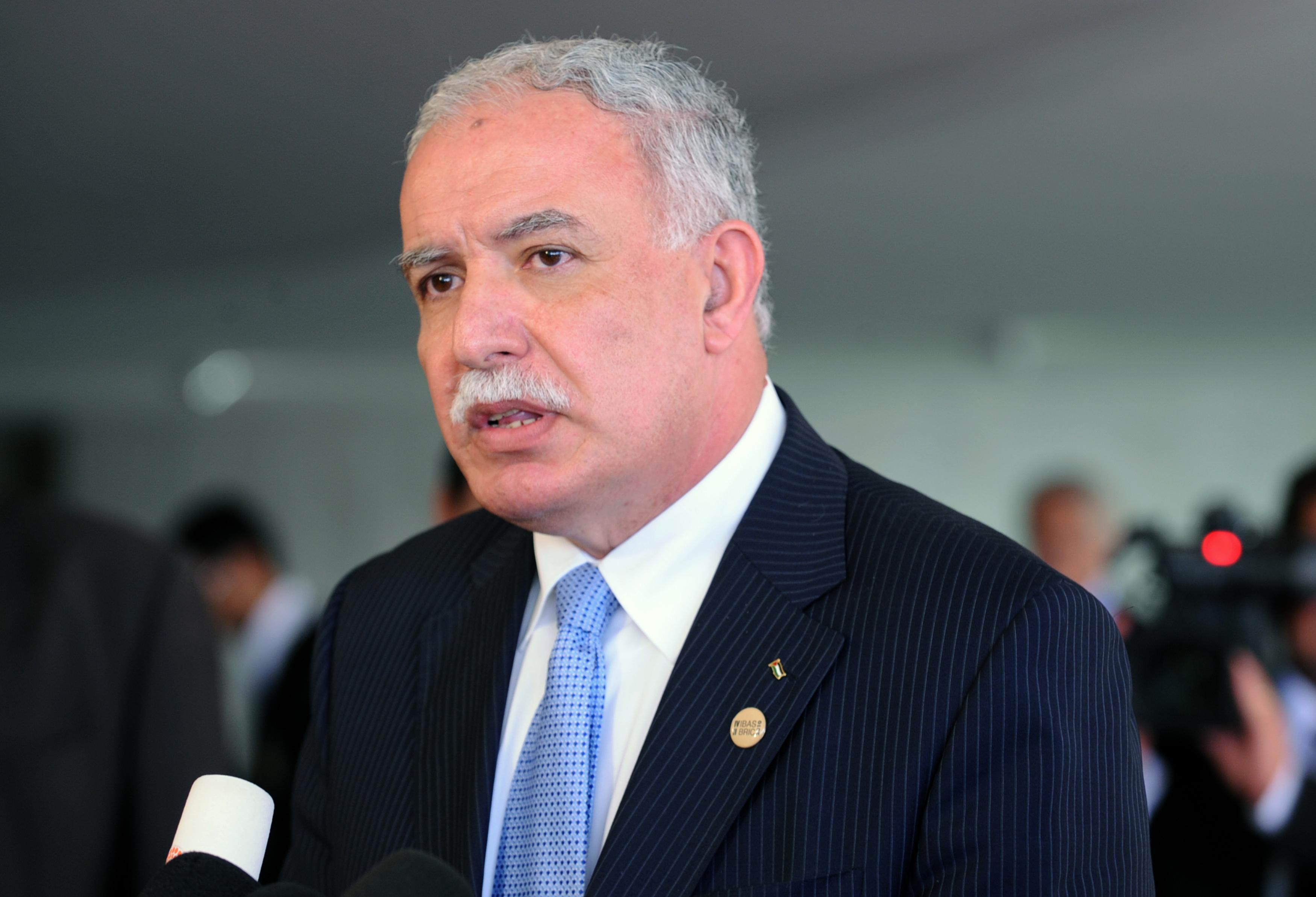
Palestinian Authority 亚德·阿尔-马利基，巴勒斯坦权力机构外交部长

| 核心金砖国家成员 主办国加粗 |        |      |                               |          |
| 成员                        | 成员   | 图像 | 代表人                        | 官职     |
| 巴西                        | 巴西   |      | 路易斯·伊纳西奥·卢拉·达席尔瓦 | 总统     |
| 俄罗斯                      | 俄罗斯 |      | 德米特里·梅德韦杰夫           | 总统     |
| 印度                        | 印度   |      | 曼莫汉·辛格                   | 总理     |
| 中国                        | 中国   |      | 胡锦涛                        | 国家主席 |

邀请首脑
- 南非
雅各布·祖玛，南非总统
- 巴勒斯坦民族权力机构
 亚德·阿尔-马利基（英语：Riad Al-Malki），巴勒斯坦权力机构外交部长（英语：Foreign Minister of the Palestinian Authority）

## 其他会议
在此次金砖会议之前的数月，印度外交部长克里希纳会见巴西总统卢拉，就加速其与其他三国的关系进行会谈。克里希纳同时强调印度参加IBSA对话是增强南南合作的信号。
在金砖峰会开始前数天，巴西和印度也召开了双边会谈，此外中国和巴西也举行会议。印度和中国同意增强合作以避免彼此竞争，并同意给予彼此更多的市场准入机会以提高彼此贸易。
此外，在4月13日至4月16日期间也召开了一系列会谈，包括IBSA、BRIC经济会谈、商业银行与发展银行合作、洽谈以及战略与安全会议。

## 主题

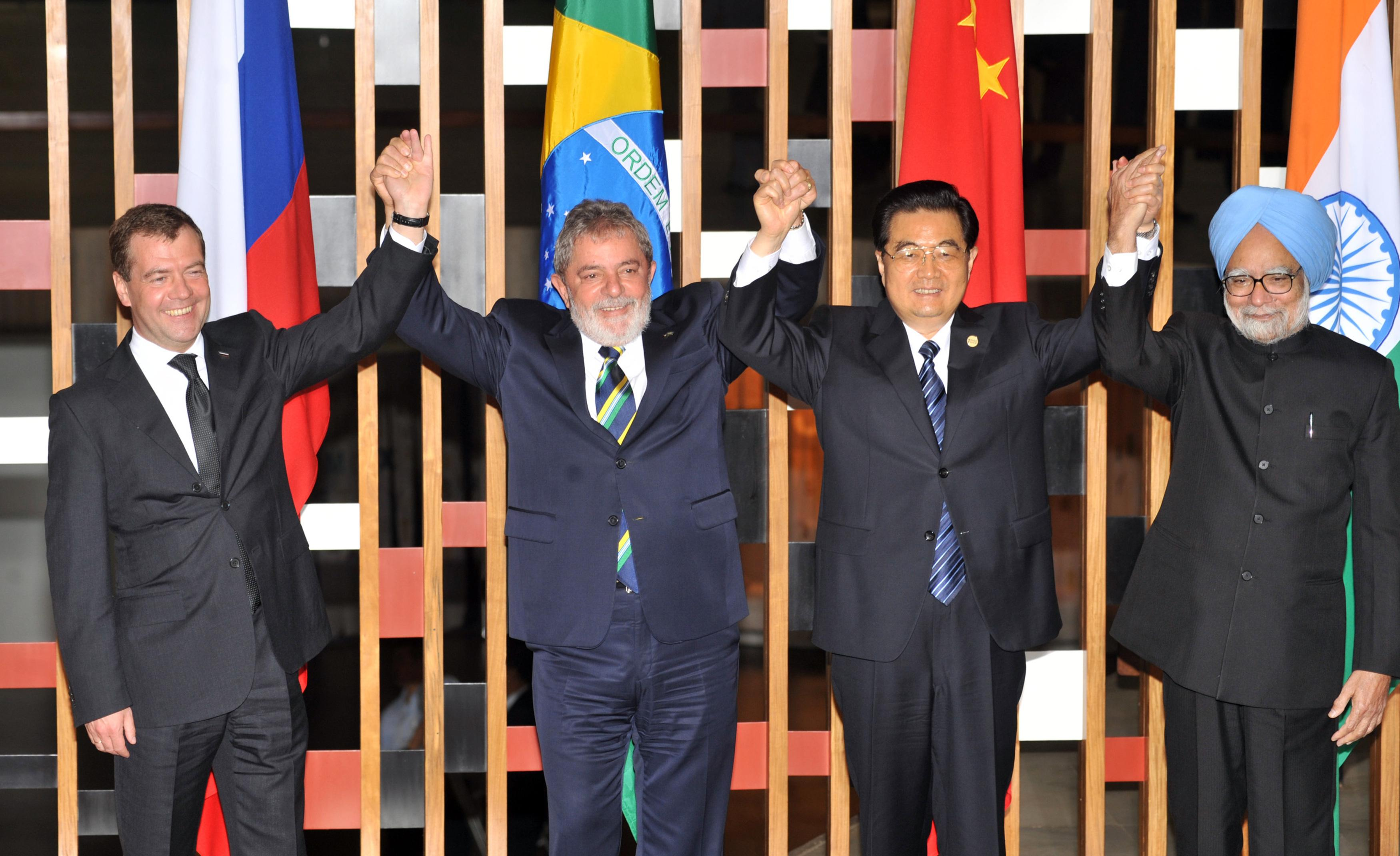
会议中的金砖国家领导人

金砖国家领导人就2010年的一些主题交换看法，其中包括伊朗核问题、发展问题、以及金砖国家的未来和国际地位、全球经济形势、金融机构改革、G20金融体、全球治理相关的合作与问题。
中国明确表示对话不涉及中美经济关系中关于人民币汇率升值问题，尽管中国面临接踵而来的汇率压力，中国仍然表示拒绝讨论汇率变动影响。

### 伊朗
在峰会之前，就伊朗核问题上，巴西表达了和中国相似的观点。巴西外交部长塞尔索·阿莫里姆陈述道“我们认为制裁的方式是值得争议的”，他并提及总统卢拉的观点与印度总理辛格相同。同时，IBSA主张将随伊朗形势走向继续关注。

### 发展
中华人民共和国主席胡锦涛表达了中国愿意成为全球发展的一名积极成员，并声称“中国经济面临发展的问题和挑战复杂性和情况与世界任何国家并不相同。需要保持持续力量继续前进。在近代历史上中国人民遭受重大苦难，我们因此认为和平、稳定、和谐和自由比任何其他价值更为重要。一个发展中的中国有意愿为世界和平和发展做出贡献”。

### 金砖峰会
印度主张提高金砖国家和IBSA国家地位。印度总理辛格主张在能源和食品安全上举行进一步会谈，并聚焦于其他领域，比如贸易、投资、科学和基础建设等领域。他提出各国应当分享发展经验以促使各国经济继续前进。

## 反应
印度媒体认为此次会议是对G7会议的回应，并认为金砖国家会议会继续产生影响，从而改变国际格局。投资者们认为中国和印度是金砖国家中最好的赌注，他们认为持续的经济发展有助于保证投资的回报。